# Per Ericson
Per Ericson, född 1965 i Hofors i Gävleborgs län, död 31 oktober 2007 i Uppsala, var en svensk journalist och författare, mest känd som ledarskribent i Svenska Dagbladet (oberoende moderat). 

## Biografi
Ericson studerade vid Uppsala universitet. Under studietiden var han aktiv i Föreningen Heimdal och kårpolitiker i Uppsala studentkår som representant för kårpartiet Fria Studenter. År 1993 var Ericsson redaktör för Fria Moderata Studentförbundets tidskrift Svensk Linje. 
Han arbetade vid Moderaternas riksorganisation och sedan som ansvarig för Timbros miljönyhetsbrev Ekvilibrium. 1999 anställdes han som ledarskribent vid Svenska Dagbladets ledarsida. Ericson publicerade också veckobrevet Bonum commune. I skriften Leva fritt och leva väl (1999) lanserade Ericson en värdeorienterad liberalism, grundad i neoaristotelisk filosofi. Han kallade sig själv "grottliberal" och även "konservativ anarkist". I Svenska Dagbladet framträdde Ericson som en avvikande röst när det gäller EMU och Irakkriget, vilka han kritiserade. Vid flera tillfällen riktade han också kritik mot Svenska kyrkan och hennes dåvarande ärkebiskop K.G. Hammar från ett traditionellt kristet perspektiv. 
Den 5 april 2006 konverterade han till katolicismen. Året därpå, 2007, avled han 42 år gammal till följd av cancer.